# قائمة أودية بارق
تضم بارق الكثير من الأودية بحكم موقعها ومن أبرز هذه الأودية:
- وادي شري
- وادي بقرة
- وادي خاط
- وادي جبال
- وادي العيرية
- وادي ثعيب
- وادي الركس
- وادي الجب
- وادي ال بلال
- وادي الحباب
- وادي الطحل
- وادي شهار